# Space Travel

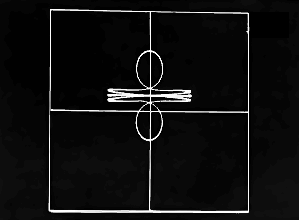
Space Travel

Space Travel – wczesna gra komputerowa, która symulowała podróż po Układzie Słonecznym. Stworzenie tej gry spowodowało rozwój systemu operacyjnego Unix.

## Tworzenie gry
Pierwsza wersja gry napisana została w 1969 przez Kena Thompsona na system Multics, a następnie przeniesiona również przez niego na Fortran na systemie GECOS, a następnie przeniesiona przez Thompsona i Dennisa Ritchiego na PDP-7. To właśnie podczas procesu konwersji gry dla assemblera PDP-7 Thompson i Ritchie napisali kod, który stał się podstawą dla systemu operacyjnego UNICS/Unix.